# 国津橋
国津橋（くにつばし）は、かつて大阪府大阪市西区に存在していた橋の名前である。

## 概要
1684年（貞享元年）、淀川の治水工事として河村瑞賢により直線状の安治川が開削された。新しい河道が新川と呼ばれたのに対し、旧河道は古川と呼ばれるようになった。国津橋はこの古川に架かっていた橋である。
付近には1915年（大正4年）に建てられた河村瑞賢紀功碑がある。また、同年に大阪市電松島安治川線が敷設され、国津橋駅が置かれた。
1952年（昭和27年）に大阪府の高潮対策の一環として古川が埋め立てられたときに国津橋も廃止された。現在は大阪シティバスのバス停名と交差点名に国津橋の名が残っている。